# Isole di Vil'kickij (Mare di Laptev)
Le isole di Vil'kickij (in russo Острова Вилькицкого, ostrov Vil'kickogo) sono un gruppo di isole russe bagnate dal mare di Laptev. Portano il nome di Boris Andreevič Vil'kickij esploratore dell'oceano Artico. 
Amministrativamente fanno parte del distretto di Tajmyr del Territorio di Krasnojarsk, nel Circondario federale della Siberia.

## Geografia
Le isole sono situate nella parte nord-orientale della penisola del Tajmyr, a nord dell'imboccatura del golfo di Tereza Klavenes (залив Терезы Клавенес, zaliv Terezy Klavenes) e ad ovest delle isole Komsomolskaja Pravda.

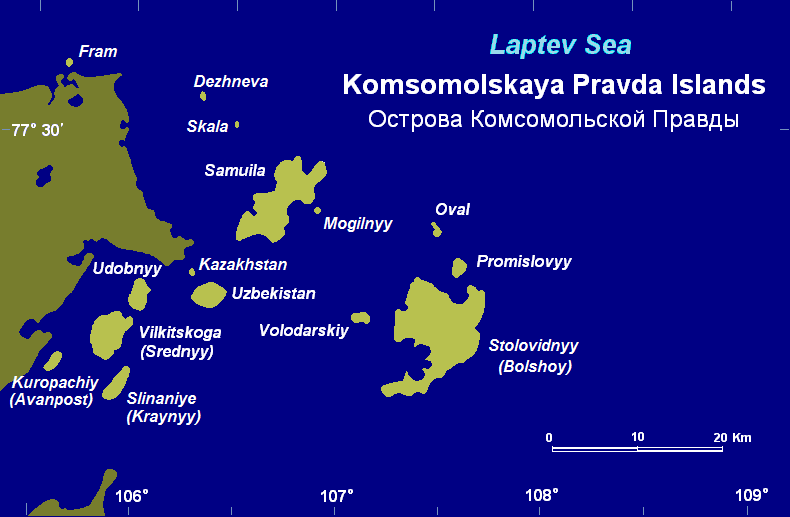
Le isole di Vil'kickij sono visibili a sinistra

In particolare, le isole del gruppo sono:
- Isola Kazakistan (Остров Казахстан, ostrov Kazachstan) è una piccola isola, la più settentrionale del gruppo (77°20′20.53″N 106°15′35.16″E), si trova tra capo Nezametnyj (Незаметный), sulla terraferma, e l'isola Uzbekistan.
- Isola Uzbekistan (Остров Узбекистан), è la seconda in ordine di grandezza, ha un'altezza massima di 37 m s.l.m. (77°18′49.41″N 106°25′08.64″E).
- Isola Udobnyj (Остров Удобный; in italiano "comoda"), si trova ad ovest dell'isola Uzbekistan; è la terza isola in ordine di grandezza e quella con l'altezza maggiore, 47 m. (77°18′27″N 106°04′43″E
- Isola Srednij (Остров Средний; in italiano "isola di mezzo"), è l'isola maggiore, si trova a sud di Udobnyj (77°15′29″N 105°55′09″E), ha un'altezza massima di 39 m e vari corsi d'acqua.
- Isola Slijanie (Остров Слияние), una piccola isoletta di forma allungata a est di Srednij, vicino ad altri isolotti senza nome, con un'altezza massima di 18 m.
- Isola Krajnij (Остров Крайний, in italiano "ultima"), la più meridionale del gruppo; un'isola di forma allungata a sud di Srednij (77°12′40.98″N 105°55′28.86″E), con un'altezza massima di 35 m.
- Isola Kuropačij (Остров Куропачий), isola Forpost (Остров Форпост) e la piccola Avanpost (Остров Аванпост), a sud-ovest di Srednij 77°13′59″N 105°37′02″E, sono vicine alla costa penisola del Tajmyr.